# 815

## Събития
- 815 – хан Омуртаг сключва 30-годишен мирен договор с Византия

## Родени
- Методий – по-големия брат на Константин-Кирил Философ